# Maria Vingiani
Maria Vingiani (Castellammare di Stabia, 28 febbraio 1921 – Mestre, 17 gennaio 2020) è stata una politica, scrittrice e attivista italiana.
Fu un'ecumenista cattolica italiana, fondatrice di una associazione ecumenica (il Segretariato Attività Ecumeniche) attiva in Italia.
Viene considerata pioniera, apripista, tra i principali artefici del cammino di riconciliazione tra le Chiese cristiane e del dialogo tra queste e l’ebraismo, maestra di ecumenismo anche in ambito evangelico. Nota e apprezzata anche all'estero, ebbe un ruolo determinante nell’incontro del 13.6.1960 tra Giovanni XXIII e Jules Isaac dal quale nacque la svolta epocale nei rapporti tra Chiesa Cattolica ed Ebraismo del Concilio Vaticano II.

## Prima del Concilio
Nacque a Castellammare di Stabia il 28 febbraio 1921. Trasferitasi a Venezia, si laureò con una tesi, discussa all'Università di Padova, su «Una controversia dottrinale cattolico-protestante degli inizi del secolo XVIII da illustrare alla luce delle odierne posizioni apologetiche», ricerca che la portò ad imbattersi nella pluralità delle chiese cristiane presenti in Venezia e a stabilire cordiali rapporti e scambi con alcuni loro rappresentanti. Si venne così formando, negli anni ’50, «un piccolo gruppo interconfessionale clandestino», dapprima impegnato ad «affrontare insieme una riflessione socio-politica sui molti problemi della città», e poi trasformatosi in «gruppo biblico», nel clima spirituale apertosi in Venezia con l’avvento del nuovo patriarca Angelo Roncalli.
Partecipò con passione alla competizione politica, candidandosi alle elezioni comunali del 27 maggio 1956 nella lista della Democrazia Cristiana. Le venne conferito l’assessorato alle Belle Arti (giunta Tognazzi, luglio 1956 - luglio 1958) che le consentì di allacciare vivaci rapporti con i paesi dell’est europeo (allora «oltre cortina»). Riuscì, mediante gli scambi culturali, a «mettere in contatto credenti e chiese di varie confessioni […] e a recapitare personalmente, con rischio talora “al limite dell’incidente diplomatico”, messaggi privati del patriarca Roncalli ai suoi fratelli vescovi in difficoltà (J. Beran e S.K.Wyszynski)».
Incontrò lo storico ebreo francese Jules Isaac, promotore della riconciliazione e del dialogo tra ebrei e cristiani.

## Gli anni del Concilio
L’elezione al pontificato di Angelo Roncalli e l’annuncio del Concilio ecumenico Vaticano II, impressero una svolta decisiva nella vita di Maria: intenzionata a seguire da vicino il grande evento si trasferì a Roma. Qui, con l’incoraggiamento e il sostegno del cardinale Augustin Bea, riprese l’attività ecumenica, prendendo parte attiva ad alcuni episodi della preparazione del Concilio. Pur non partecipando direttamente, il suo ruolo si esplicò nella preparazione di un tessuto di relazioni tra i rappresentanti delle diverse chiese in Italia, esperti e osservatori non cattolici, che trovavano nella sua abitazione romana un punto di incontro.
Nel giugno 1960 tornò a ricorrere a lei Jules Isaac, per vincere le resistenze degli ambienti curiali vaticani a un suo incontro col papa, inteso a richiedere la rimozione dell’«insegnamento del disprezzo» nei confronti degli ebrei da parte dei cristiani. Maria contribuì a sbloccare la situazione e a favorire l’incontro (13 giugno 1960), premessa e germe dell’elaborazione conciliare della dichiarazione Nostra aetate.
Si raccolse intanto intorno a Maria un piccolo gruppo di laici, inizialmente cattolici, interessati all’ecumenismo. Era il primo nucleo di quello che dal 1965 prese il nome di SAE (Segretariato Attività Ecumeniche) e che nel 1966 si costituì formalmente in associazione, sotto la presidenza della stessa Maria. Ma già nell’agosto 1964 fu organizzata la prima delle sessioni di formazione ecumenica che continueranno ad essere l’impegno principale e caratterizzante dell’associazione. Il tema Ecumenismo vocazione della Chiesa, collimava chiaramente con le affermazioni del decreto conciliare Unitatis Redintegratio, che era allora in elaborazione e che sarebbe stato promulgato nel novembre di quello stesso anno.

## Il dopoconcilio
Maria Vingiani continuò ad esercitare la presidenza – dalla sua casa romana, divenuta sede dell’associazione – fino al 1995, resistendo al crescente carico di lavoro, all'aumento dell’età e agli indebolimenti fisici. La sua attività fu instancabile. Agli impegni più direttamente connessi al governo dell’associazione si aggiunsero varie forme di coinvolgimento e di responsabilità in organismi ed eventi ecclesiali ed ecumenici, in Italia e all’estero. Tra le iniziative alle quali dede col SAE il suo sostegno o di cui si fece promotrice sono tra gli anni ’70 e ’80 la traduzione interconfessionale della Bibbia in lingua corrente (TILC), per la quale collaborò con l’ABU (Alleanza Biblica Universale), e alla fine degli ’80 l’istituzione, da parte della chiesa cattolica, della «Giornata per l’ebraismo», collocata al 17 gennaio, vigilia della Settimana di preghiera per l'unità dei cristiani. 
Nel 1995, dopo un trentennio di inesausto impegno di governo dell’associazione, sentì di dover passare la mano, e si dimise dalla presidenza. Nominata presidente emerita, continuò a seguire con attenzione la vita dell’associazione e a intrattenere numerosi rapporti ecumenici a livello nazionale e internazionale, tra cui quello di collaborazione e di amicizia con il pastore battista G. G. Williams dal 1968 al 1986 segretarario della Conferenza delle Chiese europee (KEK). Nell’estate del 1997 partecipò a Graz alla seconda Assemblea ecumenica europea, dalla quale tra l’altro partiva la raccomandazione a tutte le chiese di seguire l’esempio italiano nella istituzione di una giornata per il dialogo cristiano-ebraico. Mentre era a Graz, Giovanni Paolo II la nominò «Signora dell’Ordine di San Gregorio Magno» – onorificenza assegnata per la prima volta in assoluto a una donna – per la sua testimonianza ecumenica e il lungo impegno nel SAE. Altri riconoscimenti onorifici le vennero attribuiti nel corso degli anni.
Trascorse gli ultimi anni di vita a Mestre dove morì il 17 gennaio 2020, quasi 99enne.